# Blessing Football Club
Maillots
Actualités
Blessing football club est un club de football de République démocratique du Congo basé à Kolwezi. Il évolue au plus haut niveau national,.

## Histoire
Le Blessing FC est un club de la République Démocratique du Congo créé par M. Jean Marie Tshizainga en 2006 pour encadré  la jeunesse  Congolese en général et Katangaise, pleins de talent, en particulier.
En 2006 Blessing  est champion de la deuxième division du championnat de l'entente de football de Lubumbashi.
En 2007, elle participe à la coupe du Congo de football ainsi qu'au championnat d'élite du pays qui est la Linafoot .
Plusieurs équipes sont nées dans les différentes du pays à Kipushi, Kasaji, Dilolo et Kolwezi. Ainsi Blessing FC détient a certain jour six clubs.
Cedrick Tshizainga est président du club Orginel design Lubumbashi et Patrick Tshizainga dirige le tout jeune club de Kolwezi.
En deux ans d'existence le club gravite des échelons et les objectifs du tuteur Jean Marie Tshizainga sont toujours clair comme en cette saison 2019-2020 qui est de monté en première division du championnat national.

## Personnalités du club

### Effectif actuel
| N° | Nat.                                           | Poste | Nom du joueur    |
| -- | ---------------------------------------------- | ----- | ---------------- |
| 1  | Drapeau de la république démocratique du Congo | G     | Arma Lotoleyo    |
| 2  | Drapeau de la république démocratique du Congo | D     | Agozo Mangili    |
| 3  | Drapeau de la république démocratique du Congo | D     | Mbaya Mbila      |
| 4  | Drapeau de la république démocratique du Congo | D     | Bastos Kasobo    |
| 5  | Drapeau de la république démocratique du Congo | A     | Sams Samngwa     |
| 7  | Drapeau de la république démocratique du Congo | A     | Dimitri Massamba |
| 8  | Drapeau de la république démocratique du Congo | A     | Kabulo Josué     |
| 9  | Drapeau de la république démocratique du Congo | M     | Mamadou Kongolo  |
| 10 | Drapeau de la république démocratique du Congo | A     | Banza Twite      |
| 11 | Drapeau de la république démocratique du Congo | M     | Tshotsho Kasela  |
| 12 | Drapeau de la république démocratique du Congo | M     | Lufumu Muata     |

| No. | Nat.                                           | Position | Nom du joueur          |
| --- | ---------------------------------------------- | -------- | ---------------------- |
| 13  | Drapeau de la république démocratique du Congo | D        | Wa Lwangu Lwangu       |
| 14  | Drapeau de la république démocratique du Congo | A        | Iyoso Ingoli           |
| 15  | Drapeau de la république démocratique du Congo | M        | Matumuna Bisalu        |
| 16  | Drapeau de la république démocratique du Congo | G        | Lwabeya Mwanza         |
| 17  | Drapeau de la république démocratique du Congo | M        | Kidinda Chang          |
| 20  | Drapeau de la république démocratique du Congo | D        | Moba Madeda            |
| 22  | Drapeau de la république démocratique du Congo | D        | Kiakonho Mydo Yallet   |
| 24  | Drapeau de la république démocratique du Congo | A        | Alongo Mambolo         |
| 25  | Drapeau de la république démocratique du Congo | D        | Lubamba Bakualufu      |
| 26  | Drapeau de la république démocratique du Congo | D        | Arnold Mavungu Mapandi |
| 28  | Drapeau de la république démocratique du Congo | A        | Ngandu Mpoyi           |
| 29  | Drapeau de la république démocratique du Congo | M        | Chritian Kayembe       |
| 30  | Drapeau de la république démocratique du Congo | A        | Meschack Furani        |
| 31  | Drapeau de la république démocratique du Congo | M        | Laurent Mwanza         |
| 32  | Drapeau de la république démocratique du Congo | D        | Kasongo Djimbidji      |
| 33  | Drapeau de la république démocratique du Congo | G        | Sera Ngondo            |

### Staff Technique
- Entraîneur :  Jules Nzembe

### Entrîneurs
- 2020-2021 :  Jean-Claude Loboko[3]
- 2021-2022 :  Yves-Diba Ilunga[4],[5]
- 2022- :  Jules Nzembe[6]